# Броневский, Семён Богданович
Семён Богда́нович Броне́вский (24 декабря 1786 (4 января 1787) года — 14 (26) февраля 1858 года) — русский генерал-лейтенант, сенатор, наказной атаман Сибирского казачьего войска.

## Биография
Семён Богданович Броневский родился 24 декабря 1786 (4 января 1787) года в семье отставного гвардейского прапорщика Богдана Броневского. Его отец начал службу в царствование императрицы Елизаветы Петровны капралом бомбардирской роты Лейб-гвардии Преображенского полка, где прославился как замечательный стрелок; в чине прапорщика гвардии вышел в отставку и поселился в своем имении, в Белёвском уезде Тульской губернии. Последние годы жизни он состоял советником тульского губернского правления. 
Семён Богданович Броневский был выпущен в 1803 году из Гродненского (Шкловского) кадетского корпуса в чине прапорщика на службу в Нижегородский драгунский полк, на Кавказ. Здесь в 1804 г. он принял участие в Кабардинском походе.
С назначением в 1808 г. генерала Глазенапа инспектором сибирских войск и начальником сибирских линий, Броневский, в качестве его адъютанта, был переведен в Сибирь, в чине подпоручика, и прослужил в ней беспрерывно 29 лет. Исправляя с 1814 г. должность атамана Сибирского линейного казачьего войска, он принимал участие в усмирении мятежных киргизов и в 1822 г. командовал экспедицией, которая окончательно покорила хищную Табуклинскую волость. По особому представлению Сперанского, он в 1823 г. был произведён в полковники и назначен первым начальником Омской области. Произведённый, четыре года спустя, в генерал-майоры, Броневский 8 января 1835 года, по личному избранию императора Николая I, вступил в исправление должности генерал-губернатора и командующего войсками Восточной Сибири и был утверждён в этой должности одновременно с производством в чин генерал-лейтенанта; 19 декабря 1829 года за беспорочную двадцатипятилетнюю службу в офицерских чинах был награждён орденом св. Георгия 4-й степени (№ 4318 по кавалерскому списку Григоровича — Степанова).
В 1837 году Броневский покинул Сибирь, назначенный сенатором первоприсутствующим в департаментах межевом и 4-м. В истории Сибири многолетняя деятельность Броневского оставила прочный след. Им учреждены первые русские колонии в киргизской степи, ему обязано своим устройством Сибирское линейное казачье войско, он же привел в исполнение мысли правительства об образовании боевых сил в Восточной Сибири, где при прежнем гражданском начальстве их не существовало. Кроме того, Московское общество сельского хозяйства, избрав его в 1822 г. своим действительным членом, присудило ему две медали: одну, серебряную — в 1824 г., за содействие введению усовершенствованного сельского хозяйства в поселениях сибирских линейных казаков, и другую, золотую — в 1834 году, за содействие учреждению в Омске школы земледелия и опытного хутора и развитию среди киргизов оседлости, в целях хлебопашества. Последние годы жизни Броневский провел в отставке, в Санкт-Петербурге.
Им оставлены обширные записки, три отрывка из которых напечатаны в «Историческом вестнике» (1889 г., кн. XII); в «Трудах» Московского общества сельского хозяйства напечатан ряд статей, принадлежащих Броневскому. Кроме того С. Б. Броневскому ошибочно приписывается работа его дяди — Семёна Михайловича Броневского — «Новейшие географические и исторические известия о Кавказе» (в частности это утверждает «Энциклопедический словарь Брокгауза и Ефрона»).
Семён Богданович Броневский скончался 14 февраля 1858 года. Похоронен в Санкт-Петербурге на Митрофаниевском кладбище.

## Награды
- Орден Святого Георгия 4-й ст. (1829).
- Бриллиантовый перстень (1830).
- Орден Святого Станислава 1-й ст. (1832).
- Знак отличия за XXV лет беспорочной службы (1833).
- Орден Святой Анны 1-й ст. (1834).
- Орден Святого Владимира 2-й ст. (1840).
- Орден Белого Орла (1842).

## Семья
Жена: Ксения Ивановна Нерпина (1796—1857, в браке с 1811 года). Двоюродная племянница, а фактически приемная дочь купца Ивана Фёдоровича Нерпина.
Дети: Варвара, с 1836 года замужем за Г. А. Гизетти; в браке у них родились два сына и две дочери: Антон, Анатолий, Серафима, Евгения.
Евгения Германовна Гизетти (1842-1915 гг.) была с 1866 г. замужем за коллежским советником Александром Георгиевичем Ридигером (1843-1877 гг.), прадедом патриарха Московского Алексия II.